# Moravetz József
Moravetz József (1911. január 14. – 1990. február 16.), magyar nemzetiségű román válogatott labdarúgó.
A román válogatott tagjaként részt vett az 1934-es világbajnokságon.